# Комиссия о каменном строении Санкт-Петербурга и Москвы
Коми́ссия о ка́менном строе́нии Санкт-Петербу́рга и Москвы́ — государственное учреждение в Российской империи, занимавшееся вопросами планировки и застройки столиц и других городов. Образована 11 декабря 1762 года, находилась в ведении Сената. Первоначально называлась «Комиссией для устройства городов Санкт-Петербурга и Москвы» и предназначалась для определения границ Санкт-Петербурга и его предместий. Являлась правопреемницей Комиссии о Санкт-Петербургском строении, созданной 10 июля 1737 года.

## История
В связи с указом 1763 г. «О сделании всем городам, их строениям и улицам специальных планов по каждой губернии особо» Комиссии было поручено руководство составлением планов и застройкой городов Российской Империи. С этого момента, Высочайше утверждённый генеральный план, становится основополагающим градостроительным документом, имеющим юридический статус.
В 1763 году Комиссия провела конкурс на лучший проект планировки столицы. Результаты конкурса до нас не дошли. По проектам комиссии осуществлялось регулирование застройки набережных малых рек и каналов, формирование архититектурных ансамблей центральных площадей. В 1764—1768 годах в комиссии созданы планы застройки Адмиралтейских частей, Васильевского острова, Петербургской стороны, предместий за рекой Фонтанкой.
Работа Комиссии непосредственно взаимодействовала с губернскими органами. Именно на местах первоначально производилась геодезическая съёмка места и разбивка плана города в соответствии с межевой инструкцией 1766 года. Кроме собственно подоснов городских земель, из губерний поступали и предложения, касающиеся реконструктивных мероприятий. При этом губернаторы сообщали в Сенат результаты обсуждений этих вопросов с представителями местного дворянства.
В 1774 году было учреждено московское отделение комиссии — Особый или Отделённый департамент, во главе которого был поставлен опытный строительный чиновник П. Н. Кожин. В начале 1775 года в департаменте начал работать архитектор Н. Н. Легран. К лету того же года отделением был разработан Прожектированный план — проект реконструкции Москвы. Для практической реализации плана была учреждена специальная строительная организация, получившая заимствованное из древних лет название Каменного приказа; возглавил Каменный приказ П. Н. Кожин. Помимо строительства Каменному приказу было поручено устройство кирпичных заводов и строительный надзор за возведением построек.
Комиссия разрабатывала также планы свыше 300 провинциальных городов России. Упразднена в 1796 году при Павле I.

## Руководство Комиссии
В разное время Комиссию возглавляли сенаторы:
- Бецкой, Иван Иванович;
- Муравьёв, Николай Ерофеевич;
- Чернышёв, Захар Григорьевич;
- Чичерин, Николай Иванович;
- Шувалов, Александр Иванович;
- Н. И. Неклюев;
- З. Сухорев;
- Нарышкин, Александр Александрович

и др.

## Главные архитекторы Комиссии
Рабочую часть Комиссии, непосредственно связанную с вопросами планировки и застройки, в разное время возглавляли архитекторы:
- Фельтен, Юрий Матвеевич (с 1762 года);
- Квасов, Алексей Васильевич (1763-1772 годы);
- Старов, Иван Егорович (1772-1774 годы);
- Лем, Иван Михайлович (1774-1796 годы).